# Liga Italiana de Basquetebol
A Liga Italiana de Basquetebol também conhecida por Lega Serie A UnipolSai por motivos de patrocinadores é a liga de maior nível no basquetebol Italiano. Uma das principais ligas europeias na qual importantes clubes na história do desporto no velho continente como o Ignis Varese (5 títulos da Euroliga), Olimpia Milão (3 títulos da Euroliga) e Virtus Bologna (2 títulos da Euroliga) são alguns memoráveis esquadrões que venceram na Itália e na Europa.
A temporada regular é disputada em dois turnos em modo "todos-contra-todos" em trinta rodadas. Ao findar essa fase os oito melhores classificados disputam os Playoffs até apurar o Campeão Italiano. A equipe pior classificada é rebaixada para a Lega Basket Série B.

## Participantes Lega Basket 2025-26
|         | Clube                      | Localização     | Arena                       | Capacidade |
| ------- | -------------------------- | --------------- | --------------------------- | ---------- |
| Aumento | Acqua S.Bernardo Cantù     | Cantù           | PalaDesio                   | 6 700      |
| Aumento | APU Old Wild West Udine    | Údine           | PalaCarnera                 | 3 470      |
|         | Banco di Sardegna Sassari  | Sássari         | PalaSerradimigni            | 5 500      |
|         | Bertram Derthona Tortona   | Tortona         | PalaEnergica Paolo Ferraris | 3 510      |
|         | Dolomiti Energia Trento    | Trento          | Il T Quotidiano Arena       | 4 000      |
|         | EA7 Emporio Armani Milano  | Milão           | Unipol Forum                | 12 700     |
|         | Germani Brescia            | Bréscia         | PalaLeonessa A2A            | 5 200      |
|         | Napoli Basket              | Nápoles         | Fruit Village Arena         | 3 890      |
|         | Nutribullet Treviso Basket | Treviso         | PalaVerde                   | 5 344      |
|         | Openjobmetis Varese        | Varese          | Itelyum Arena               | 5 107      |
|         | Pallacanestro Trieste      | Trieste         | PalaTrieste                 | 6 943      |
|         | Trapani Shark              | Trapani         | PalaShark                   | 4 325      |
|         | Umana Reyer Venezia        | Veneza          | PalaSport Taliercio         | 3 509      |
|         | UNAHOTELS Reggio Emilia    | Régio da Emília | PalaBigi                    | 4 530      |
|         | Vanoli Basket Cremona      | Cremona         | PalaRadi                    | 3 519      |
|         | Virtus Bologna             | Bolonha         | Segafredo Arena             | 8 970      |

Fonte: legabasket.it/squadre
Legenda:
- Campeão da Lega Basket 2024-25
- Campeão da Supercopa 2024
- Campeão da Copa da Itália (Final Eight) 2025
- Equipes promovidas da Série A2

## Lista de Campeões
| - .....1920 Costanza Milão - .....1921 Assi Milão - .....1922 Assi Milão - .....1923 Internazionale Milão - .....1924 Assi Milão - .....1925 Assi Milão - .....1926 Assi Milão - .....1927 Assi Milão - .....1928 Ginnastica Roma - .....1929 Não realizado - .....1930 Ginnastica Triestina - .....1931 Ginnastica Triestina - .....1932 Ginnastica Triestina - .....1933 Ginnastica Roma - .....1934 Ginnastica Triestina - .....1935 Ginnastica Roma - 1935-36 Olimpia Milão (Borletti) - 1936-37 Olimpia Milão (Borletti) - 1937-38 Olimpia Milão (Borletti) - 1938-39 Olimpia Milão (Borletti) - 1939-40 Ginnastica Triestina - 1940-41 Ginnastica Triestina - 1941-42 Reyer Venezia - 1942-43 Reyer Venezia | - 1943-45 Não realizado em virtude da Segunda Guerra - 1945-46 Virtus Bologna - 1946-47 Virtus Bologna - 1947-48 Virtus Bologna - 1948-49 Virtus Bologna - 1949-50 Olimpia Milão (Borletti) - 1950-51 Olimpia Milão (Borletti) - 1951-52 Olimpia Milão (Borletti) - 1952-53 Olimpia Milão (Borletti) - 1953-54 Olimpia Milão (Borletti) - 1954-55 Virtus Bologna (Minganti) - 1955-56 Virtus Bologna (Minganti) - 1956-57 Olimpia Milão (Borletti) - 1957-58 Olimpia Milão (Borletti) - 1958-59 Olimpia Milão (Borletti) - 1959-60 Olimpia Milão (Borletti) - 1960-61 Varese (Ignis) - 1961-62 Olimpia Milão (Simmenthal) - 1962-63 Olimpia Milão (Simmenthal) - 1963-64 Varese (Ignis) - 1964-65 Olimpia Milão (Simmenthal) - 1965-66 Olimpia Milão (Simmenthal) - 1966-67 Olimpia Milão (Simmenthal) - 1967-68 Cantù (Oransoda) | - 1968-69 Varese (Ignis) - 1969-70 Varese (Ignis) - 1970-71 Varese (Ignis) - 1971-72 Olimpia Milão (Simmenthal) - 1972-73 Varese (Ignis) - 1973-74 Varese (Ignis) - 1974-75 Cantù (Forst) - 1975-76 Virtus Bologna (Sinudyne) - 1976-77 Varese (Mobilgirgi) - 1977-78 Varese (Mobilgirgi) - 1978-79 Virtus Bologna (Sinudyne) - 1979-80 Virtus Bologna (Sinudyne) - 1980-81 Cantù (Squibb) - 1981-82 Olimpia Milão (Billy) - 1982-83 Virtus Roma (Banco di Roma) - 1983-84 Virtus Bologna (Granarolo) - 1984-85 Olimpia Milão (Simac) - 1985-86 Olimpia Milão (Simac) - 1986-87 Olimpia Milão (Tracer) - 1987-88 VL Pesaro (Scavolini) - 1988-89 Olimpia Milão (Philips) - 1989-90 VL Pesaro (Scavolini) - 1990-91 Juvecaserta (Phonola) - 1991-92 Treviso (Benetton) | - 1992-93 Virtus Bologna (Knorr) - 1993-94 Virtus Bologna (Buckler) - 1994-95 Virtus Bologna (Buckler) - 1995-96 Olimpia Milão (Stefanel) - 1996-97 Treviso (Benetton) - 1997-98 Virtus Bologna (Kinder) - 1998-99 Varese (Roosters) - 1999-00 Fortitudo Bologna (Paf) - 2000-01 Virtus Bologna (Kinder) - 2001-02 Treviso (Benetton) - 2002-03 Treviso (Benetton) - 2003-04 Mens Sana Siena (Montepaschi) - 2004-05 Fortitudo Bologna (Climamio) - 2005-06 Treviso (Benetton) - 2006-07 Mens Sana Siena (Montepaschi) - 2007-08 Mens Sana Siena (Montepaschi) - 2008-09 Mens Sana Siena (Montepaschi) - 2009-10 Mens Sana Siena (Montepaschi) - 2010-11 Mens Sana Siena (Montepaschi) - 2011-12 Mens Sana (titulo revocado) - 2012-13 Mens Sana (titulo revocado) - 2013-14 Olimpia Milão (Armani) - 2014-15 Dinamo Sassari (Banco di Sardegna) - 2015-16 Olimpia Milão (Armani) - 2016-17 Reyer Veneza (Umana) - 2017-18 Olimpia Milão (EA7 Armani) - 2018-19 Reyer Veneza (Umana) - 2019-20 Cancelado Pandemia de COVID-19 - 2020-21 Virtus Bologna (Segafredo) - 2021-22 Olimpia Milão (EA7 Armani) - 2022-23 Olimpia Milão (EA7 Armani) - 2023-24 Olimpia Milão (EA7 Armani) - 2024-25 Virtus Bologna (Segafredo) |

## Finais por Playoffs
Fonte: legabasket.it
| Temporada | Campeão                                                 | Resultado                                               | Finalista                                               | 1º na temporada regular                                 | Record                                                  | Treinador campeão                                       | MVP                                                     | MVP das finais                                          |
| --------- | ------------------------------------------------------- | ------------------------------------------------------- | ------------------------------------------------------- | ------------------------------------------------------- | ------------------------------------------------------- | ------------------------------------------------------- | ------------------------------------------------------- | ------------------------------------------------------- |
| 1976-77   | Mobilgirgi Varese (8)                                   | 2-0                                                     | Sinudyne Bologna(Virtus)                                | Sinudyne Bologna(Virtus)                                | 19-3                                                    | Sandro Gamba                                            | -                                                       | -                                                       |
| 1977-78   | Mobilgirgi Varese (9)                                   | 2-1                                                     | Sinudyne Bologna(Virtus)                                | Mobilgirgi Varese                                       | 18-4                                                    | Nico Messina                                            | -                                                       | -                                                       |
| 1978-79   | Sinudyne Bologna (8) (Virtus)                           | 2-0                                                     | Billy Milano                                            | Emerson Varese                                          | 18-8                                                    | Terry Driscoll                                          | -                                                       | -                                                       |
| 1979-80   | Sinudyne Bologna (9) (Virtus)                           | 2-0                                                     | Gabetti Cantù                                           | Billy Milano                                            | 22-4                                                    | Terry Driscoll                                          | -                                                       | -                                                       |
| 1980-81   | Squibb Cantù (3)                                        | 2-1                                                     | Sinudyne Bologna(Virtus)                                | Turisanda Varese                                        | 27-5                                                    | Valerio Bianchini                                       | -                                                       | -                                                       |
| 1981-82   | Billy Milano (20)                                       | 2-0                                                     | Scavolini Pesaro                                        | Scavolini Pesaro                                        | 25-7                                                    | Dan Peterson                                            | -                                                       | -                                                       |
| 1982-83   | Banco Roma (1)                                          | 2-1                                                     | Billy Milano                                            | Banco Roma                                              | 22-8                                                    | Valerio Bianchini                                       | -                                                       | -                                                       |
| 1983-84   | Granarolo Bologna (10) (Virtus)                         | 2-1                                                     | Simac Milano                                            | Simac Milano                                            | 25-5                                                    | Alberto Bucci                                           | -                                                       | -                                                       |
| 1984-85   | Simac Milano (21)                                       | 2-0                                                     | Scavolini Pesaro                                        | Banco Roma                                              | 23-7                                                    | Dan Peterson                                            | -                                                       | -                                                       |
| 1985-86   | Simac Milano (22)                                       | 2-1                                                     | Mobilgirgi Caserta                                      | Simac Milano                                            | 26-4                                                    | Dan Peterson                                            | -                                                       | -                                                       |
| 1986-87   | Tracer Milano (23)                                      | 3-0                                                     | Mobilgirgi Caserta                                      | Divarese Varese                                         | 22-8                                                    | Dan Peterson                                            | -                                                       | -                                                       |
| 1987-88   | Scavolini Pesaro (1)                                    | 3-1                                                     | Tracer Milano                                           | Divarese Varese                                         | 23-7                                                    | Valerio Bianchini                                       | -                                                       | -                                                       |
| 1988-89   | Philips Milano (24)                                     | 3-2                                                     | Enichem Livorno                                         | Scavolini Pesaro                                        | 21-9                                                    | Franco Casalini                                         | -                                                       | -                                                       |
| 1989-90   | Scavolini Pesaro (2)                                    | 3-1                                                     | Antifurti Ranger Varese                                 | Scavolini Pesaro                                        | 22-8                                                    | Sergio Scariolo                                         | -                                                       | -                                                       |
| 1990-91   | Phonola Caserta (1)                                     | 3-2                                                     | Philips Milano                                          | Benetton Treviso                                        | 21-9                                                    | Franco Marcelletti                                      | -                                                       | -                                                       |
| 1991-92   | Benetton Treviso (1)                                    | 3-1                                                     | Scavolini Pesaro                                        | Scavolini Pesaro                                        | 22-8                                                    | Petar Skansi                                            | -                                                       | -                                                       |
| 1992-93   | Knorr Bologna (11) (Virtus)                             | 3-0                                                     | Benetton Treviso                                        | Knorr Bologna (Virtus)                                  | 24-6                                                    | Ettore Messina                                          | -                                                       | -                                                       |
| 1993-94   | Buckler Bologna (12)(Virtus)                            | 3-2                                                     | Scavolini Pesaro                                        | Buckler Bologna (Virtus)                                | 24-6                                                    | Alberto Bucci                                           | Carlton Myers (Pesaro)                                  | -                                                       |
| 1994-95   | Buckler Bologna (13)(Virtus)                            | 3-0                                                     | Benetton Treviso                                        | Buckler Bologna (Virtus)                                | 25-7                                                    | Alberto Bucci                                           | Stefano Rusconi (Treviso)                               | -                                                       |
| 1995-96   | Stefanel Milano (25)                                    | 3-1                                                     | Teamsystem Bologna (Fortitudo)                          | Buckler Bologna (Virtus)                                | 23-9                                                    | Bogdan Tanjević                                         | Henry Williams (Treviso)                                | -                                                       |
| 1996-97   | Benetton Treviso (2)                                    | 3-2                                                     | Teamsystem Bologna (Fortitudo)                          | Benetton Treviso                                        | 22-4                                                    | Mike D'Antoni                                           | Carlton Myers (Fortitudo)                               | -                                                       |
| 1997-98   | Kinder Bologna (14) (Virtus)                            | 3-2                                                     | Teamsystem Bologna (Fortitudo)                          | Kinder Bologna                                          | 23-3                                                    | Ettore Messina                                          | Predrag Danilović (Virtus)                              | -                                                       |
| 1998-99   | Pallacanestro Varese (10)                               | 3-0                                                     | Benetton Treviso                                        | Teamsystem Bologna (Fortitudo)                          | 22-4                                                    | Carlo Recalcati                                         | Vincenzo Esposito (Imola)                               | -                                                       |
| 1999-2000 | Paf Bologna (1) (Fortitudo)                             | 3-1                                                     | Benetton Treviso                                        | Paf Bologna                                             | 27-3                                                    | Carlo Recalcati                                         | Vincenzo Esposito (Imola)                               | -                                                       |
| 2000-01   | Kinder Bologna (15) (Virtus)                            | 3-0                                                     | Paf Bologna (Fortitudo)                                 | Kinder Bologna                                          | 29-5                                                    | Ettore Messina                                          | Manu Ginóbili (Virtus)                                  | -                                                       |
| 2001-02   | Benetton Treviso (3)                                    | 3-0                                                     | Skipper Bologna (Fortitudo)                             | Skipper Bologna                                         | 29-7                                                    | Mike D'Antoni                                           | Manu Ginóbili (Virtus)                                  | -                                                       |
| 2002-03   | Benetton Treviso (4)                                    | 3-1                                                     | Skipper Bologna (Fortitudo)                             | Benetton Treviso                                        | 30-4                                                    | Ettore Messina                                          | Massimo Bulleri (Treviso)                               | -                                                       |
| 2003-04   | Montepaschi Siena (1)                                   | 3-0                                                     | Skipper Bologna (Fortitudo)                             | Montepaschi Siena                                       | 26-8                                                    | Carlo Recalcati                                         | Gianluca Basile (Fortitudo)                             | David Andersen (Siena)                                  |
| 2004-05   | Climamio Bologna (2)(Fortitudo)                         | 3-1                                                     | Armani Jeans Milano                                     | Benetton Treviso                                        | 28-6                                                    | Jasmin Repeša                                           | Massimo Bulleri (Treviso)                               | Gianluca Basile (Fortitudo)                             |
| 2005-06   | Benetton Treviso (5)                                    | 3-1                                                     | Climamio Bologna (Fortitudo)                            | Climamio Bologna                                        | 27-7                                                    | David Blatt                                             | Lynn Greer (Napoli)                                     | Ramūnas Šiškauskas (Treviso)                            |
| 2006-07   | Montepaschi Siena (2)                                   | 3-0                                                     | VidiVici Bologna (Virtus)                               | Montepaschi Siena                                       | 30-4                                                    | Simone Pianigiani                                       | Terrell McIntyre (Siena)                                | Rimantas Kaukėnas (Siena)                               |
| 2007-08   | Montepaschi Siena (3)                                   | 4-1                                                     | Lottomatica Roma                                        | Montepaschi Siena                                       | 29-1                                                    | Simone Pianigiani                                       | Danilo Gallinari (Olimpia)                              | Terrell McIntyre (Siena)                                |
| 2008-09   | Montepaschi Siena (4)                                   | 4-0                                                     | Armani Jeans Milano                                     | Montepaschi Siena                                       | 29-1                                                    | Simone Pianigiani                                       | Terrell McIntyre (Siena)                                | Terrell McIntyre (Siena)                                |
| 2009-10   | Montepaschi Siena (5)                                   | 4-0                                                     | Armani Jeans Milano                                     | Montepaschi Siena                                       | 26-2                                                    | Simone Pianigiani                                       | Romain Sato (Siena)                                     | Terrell McIntyre (Siena)                                |
| 2010-11   | Montepaschi Siena (6)                                   | 4-1                                                     | Bennet Cantù                                            | Montepaschi Siena                                       | 26-4                                                    | Simone Pianigiani                                       | Omar Thomas (Avellino)                                  | Bo McCalebb (Siena)                                     |
| 2011-12   | Montepaschi Siena                                       | 4-1                                                     | EA7 Armani Olimpia Milano                               | Montepaschi Siena                                       | 24-8                                                    | Simone Pianigiani                                       | Bo McCalebb (Siena)                                     | Bo McCalebb (Siena)                                     |
| 2012-13   | Montepaschi Siena                                       | 4-1                                                     | Acea Roma                                               | Pallacanestro Varese                                    | 23-7                                                    | Luca Banchi                                             | Luigi Datome (Virtus Roma)                              | Daniel Hackett (Siena)                                  |
| 2013-14   | EA7 Armani Olimpia Milano (26)                          | 4-3                                                     | Montepaschi Siena                                       | Olimpia Milano                                          | 25-5                                                    | Luca Banchi                                             | Drake Diener (Sassari)                                  | Alessandro Gentile (Olimpia)                            |
| 2014-15   | Banco di Sardegna Sassari (1)                           | 4-3                                                     | Grissin Bon Reggio Emilia                               | Olimpia Milano                                          | 26-4                                                    | Romeo Sacchetti                                         | Tony MItchell (Trento)                                  | Rakim Sanders (Sassari)                                 |
| 2015-16   | EA7 Armani Olimpia Milano (27)                          | 4-2                                                     | Grissin Bon Reggio Emilia                               | Olimpia Milano                                          | 22-8                                                    | Jasmin Repeša                                           | James Nunnally (Avellino)                               | Rakim Sanders (Olimpia)                                 |
| 2016-17   | Umana Reyer Venezia (3)                                 | 4-2                                                     | Dolomiti Energia Trento                                 | Olimpia Milano                                          | 23-7                                                    | Walter De Raffaele                                      | Marcus Landry (Bréscia)                                 | Melvin Ejim (Venezia)                                   |
| 2017-18   | EA7 Armani Olimpia Milano (28)                          | 4-2                                                     | Dolomiti Energia Trento                                 | Reyer Venezia                                           | 23-7                                                    | Simone Pianigiani                                       | Jason Rich (Avellino)                                   | Andrew Goudelock (Olimpia)                              |
| 2018-19   | Umana Reyer Venezia (4)                                 | 4-3                                                     | Banco di Sardegna Sassari                               | Olimpia Milano                                          | 23-7                                                    | Walter De Raffaele                                      | Drew Crawford (Cremona)                                 | Austin Daye (Venezia)                                   |
| 2019-20   | Temporada cancelada por motivos da Pandemia de COVID-19 | Temporada cancelada por motivos da Pandemia de COVID-19 | Temporada cancelada por motivos da Pandemia de COVID-19 | Temporada cancelada por motivos da Pandemia de COVID-19 | Temporada cancelada por motivos da Pandemia de COVID-19 | Temporada cancelada por motivos da Pandemia de COVID-19 | Temporada cancelada por motivos da Pandemia de COVID-19 | Temporada cancelada por motivos da Pandemia de COVID-19 |
| 2020-21   | Virtus Segafredo Bologna (16)                           | 4-0                                                     | A\|X Armani Exchange Milano                             | Olimpia Milano                                          | 26-4                                                    | Saša Đorđević                                           | Stefano Tonut (Venezia)                                 | Milos Teodosic (Virtus)                                 |
| 2021-22   | A\|X Armani Exchange Milano (29)                        | 4-2                                                     | Virtus Segafredo Bologna                                | Virtus Bologna                                          | 26-4                                                    | Ettore Messina                                          | Amedeo Della Valle (Bréscia)                            | Shavon Shields (Olimpia)                                |
| 2022-23   | EA7 Armani Olimpia Milano (30)                          | 4-3                                                     | Virtus Segafredo Bologna                                | Olimpia Milano                                          | 23-7                                                    | Ettore Messina                                          | Colbey Ross (Trieste)                                   | Luigi Datome (Olimpia)                                  |
| 2023-24   | EA7 Armani Olimpia Milano (31)                          | 3-1                                                     | Virtus Segafredo Bologna                                | Virtus Bologna                                          | 22-8                                                    | Ettore Messina                                          | Marco Belinelli (Virtus)                                | Nikola Mirotić (Olimpia)                                |
| 2024-25   | Virtus Segafredo Bologna (17)                           | 3–0                                                     | Germani Brescia                                         | Virtus Bologna                                          | 23–7                                                    | Duško Ivanović                                          | Miro Bilan (Bréscia)                                    | Tornike Shengelia (Virtus)                              |
| 2024-25   |                                                         | –                                                       |                                                         |                                                         | -                                                       |                                                         |                                                         |                                                         |

| (1) | Expressa o número de títulos que o clube alcançou naquela temporada                                            |
|     | Equipe com a vantagem de decidir as séries de Playoffs em casa em virtude de sua campanha na temporada regular |

## Títulos por clube
Fonte: Álbum de Ouro da LBA
| Clube                 | Títulos | Edições da Lega |
| --------------------- | ------- | --- |
| Olimpia Milano        | 31      | 1935, 1936, 1937, 1938, 1949, 1950, 1951, 1952, 1953, 1956, 1957, 1958, 1959, 1961, 1962, 1964, 1965, 1966, 1971, 1981, 1984, 1985, 1986, 1988, 1995, 2013, 2015, 2017, 2021, 2022, 2023 |
| Virtus Bologna        | 17      | 1945, 1946, 1947, 1948, 1954, 1955, 1975, 1978, 1979, 1983, 1992, 1993, 1994, 1997, 2000, 2020, 2024                                                                                     |
| Pallacanestro Varese  | 10      | 1960, 1963, 1968, 1969, 1970, 1972, 1973, 1976, 1977, 1998 |
| Assi Milano           | 6       | 1920, 1921, 1923, 1924, 1925, 1926 |
| Mens Sana Basket      | 6       | 2003, 2006, 2007, 2008, 2009, 2010 |
| Ginnastica Triestina  | 5       | 1929, 1931, 1933, 1939, 1940 |
| Pallacanestro Treviso | 5       | 1991, 1996, 2001, 2002, 2005 |
| Ginnastica Roma       | 4       | 1927, 1930, 1932, 1934 |
| Reyer Venezia         | 4       | 1941, 1942, 2016, 2018 |
| Pallacanestro Cantù   | 3       | 1967, 1974, 1980 |
| Pesaro                | 2       | 1987, 1989 |
| Fortitudo Bologna     | 2       | 1999, 2004 |
| Costanza Milano       | 1       | 1919 |
| Inter de Milão        | 1       | 1922 |
| Virtus Roma           | 1       | 1982 |
| JuveCaserta           | 1       | 1990 |
| Dinamo Sassari        | 1       | 2014 |